# عبدالرحمان موسی
عبدالرحمان موسی (انگلیسی: Abdulrahman Mussa؛ زادهٔ ۴ دسامبر ۱۹۸۱) بازیکن فوتبال اهل کویت بود.
از باشگاه‌هایی که در آن بازی کرده‌است می‌توان به باشگاه ورزشی القادسیه کویت اشاره کرد.
وی همچنین در تیم ملی فوتبال کویت بازی کرده‌است.